# Sălacea
Sălacea ou Szalacs en hongrois, est une commune roumaine du județ de Bihor, en Transylvanie, dans la région historique de la Crișana et dans la région de développement Nord-Ouest.

## Géographie
La commune de Sălacea est située dans le nord du județ, à la limite avec le județ de Satu Mare, dans la plaine de la Barcău, à 15 km au nord de Marghita et à 62 km au nord-est d'Oradea, le chef-lieu du județ.
La municipalité est composée des deux villages suivants, (population en 2002) :
- Otomani, Ottomány en hongrois, (790) ;
- Sălacea, Szalacs en hongrois, (2 391), siège de la commune.

## Histoire
La première mention écrite du village de Sălacea date de 1222 dans la Bulle d'Or octroyée par le roi André II de Hongrie et accordant des droits particuliers à la noblesse hongroise.
Le nom du village d'Otomani est par ailleurs relié à une culture importante de l'âge du bronze (2100-1700 av. J.-C.).
La commune, qui appartenait au royaume de Hongrie, en a donc suivi l'histoire.
Après le compromis de 1867 entre Autrichiens et Hongrois de l'empire d'Autriche, la principauté de Transylvanie disparaît et, en 1876, le royaume de Hongrie est partagé en comitats. Sălacea intègre le comitat de Bihar (Bihar vármegye).
À la fin de la Première Guerre mondiale, l'Empire austro-hongrois disparaît et la commune rejoint la Grande Roumanie au traité de Trianon.
En 1940, à la suite du deuxième arbitrage de Vienne, elle est annexée par la Hongrie jusqu'en 1944, période durant laquelle sa minorité juive est exterminée par les nazis. Elle réintègre la Roumanie après la Seconde Guerre mondiale au traité de Paris en 1947.

## Politique
| Période                                  | Période  | Identité                  | Étiquette | Qualité |
| ---------------------------------------- | -------- | ------------------------- | --------- | ------- |
| Les données manquantes sont à compléter. |          |                           |           |         |
|                                          | 2012     | Sarolta-Melinda Porsztner | UDMR      |         |
| 2012                                     | En cours | Béla Horváth              | UDMR      |         |

| Parti | Parti                                           | Sièges |
| ----- | ----------------------------------------------- | ------ |
|       | Union démocrate magyare de Roumanie (UDMR)      | 10     |
|       | Parti social-démocrate (PSD)                    | 1      |
|       | Parti populaire hongrois de Transylvanie (PPMT) | 2      |

## Religions
En 2002, la composition religieuse de la commune était la suivante :
- Réformés, 59,63 % ;
- Catholiques romains, 37,28 % ;
- Baptistes, 0,91 % ;
- Chrétiens orthodoxes, 0,88 % ;
- Grecs-Catholiques, 0,34 %.

## Démographie
En 1910, à l'époque austro-hongroise, la commune comptait 4 604 Hongrois (98 %), 87 Roumains (1,85 %) et 7 Allemands (0,15 %),.
En 1930, on dénombrait 4 328 Hongrois (92,62 %), 174 Roumains (3,74 %), 76 Juifs (1,63 %), 64 Roms (1,37 %), 10 Ukrainiens et 3 Allemands (0,06 %).
En 1956, après la Seconde Guerre mondiale, 4 675 Hongrois (96,99 %) côtoyaient 107 Roumains (2,22 %), 3 rescapés juifs (0,06 %) et 35 Roms (0,73 %).
En 2002, la commune comptait 2 980 Hongrois (93,68 %), 157 Roms (4,93 %) et  43 Roumains (1,35 %). On comptait à cette date 1 370 ménages et 1 260 logements.
| 1880  | 1890  | 1900  | 1910  | 1920  | 1930  | 1941  | 1956  | 1966  |
| ----- | ----- | ----- | ----- | ----- | ----- | ----- | ----- | ----- |
| 3 930 | 4 296 | 4 533 | 4 698 | 4 517 | 4 656 | 4 668 | 4 820 | 4 634 |

| 1977  | 1992  | 2002  | 2007  | - | - | - | - | - |
| ----- | ----- | ----- | ----- | - | - | - | - | - |
| 3 832 | 3 287 | 3 181 | 3 141 | - | - | - | - | - |

## Économie
L'économie de la commune repose sur l'agriculture et l'élevage.

## Communications

### Routes
Sălacea est située sur la route régionale DJ197C qui rejoint Pir, Căuaș et Tășnad dans le județ de Satu Mare au nord-est et Otomani et la DN19 Oradea-Valea lui Mihai au sud-ouest.

## Lieux et monuments
- Sălacea, église catholique romaine Ste Marie Immaculée, datant de 1792, classée monument historique[8] ;
- Sălacea, église réformée datant de 1798 ;
- Sălacea, pont du XVIIIe siècle :
- Otomani, château Komárony.

## Les personnes célèbres nées à Sălacea
- Nándor Balaskó  (1918-1996), sculpteur.
- Vilmos Balaskó  (1914-2004), pasteur protestant.
- Imre Szalacsi Rácz  (1900-1956), poète, écrivain, publiciste.
- Lajos Gyalókay  (1825-1899) qui s'est rendu célèbre lors de la guerre d'indépendance de 1848-49, avocat, écrivain.
- István Simay (1833-1910) héros de la guerre d'indépendance de 1848-49, professeur, écrivain, auteur de livres scolaires.
- Ernö Andrássy (1894-1968), médecin, ornithologue, archéologue, "le dernier polygraphe de la région de l'Ér".